# 島村恒俊
島村 恒俊（しまむら のぶとし、1926年3月8日 - 2024年7月13日）は、日本の実業家、衣料製造販売業のしまむら創業者。埼玉県生まれ。

## 来歴
島村家は元々、埼玉県比企郡小川町にあった島村呉服店を経営していたが、「商品回転率を基準に品揃えを考えるべきである」という理論に基づき、セルフサービスによる販売手法を展開。既製品、婦人ブラウスから寝具まで、総合的な品揃えの店となった。
その後、将来のチェーンストア時代を先読み、小川町に近い都市で、東京のベッドタウン地区でもあった埼玉県東松山市へのモデル的な出店を考え、1961年5月に東松山市材木町に「しまむら」チェーン1号店を出店する。その後、東松山店出店でのノウハウを生かし、鴻巣店（2号店）や小川町前店（3号店）をオープンして成功するなど、次第にその店舗数に強力に拡大していくことになった。
人口10万人当たり1店舗の出店を目指し、デイリーファッションの店舗としては売場の広さを1000平方メートルと1300平方メートルが最適規模とし、こうすることで知名度の向上と運営の効率化が一気に進んで業績が向上していった2000年代以降も、この経営方針を保っている。
埼玉県比企郡吉見町に在住していたが、2024年7月13日、老衰のため死去した。98歳没。